# Силванус Олимпио
Силванус Епифанио Олимпио (Sylvanus Epiphanio Olimpio; 6. септембар 1902 — 13. јануар 1963) био је први председник државе Того.

## Биографија
Рођен је у месту Кпандо, као син локалног трговца. Био је премијер Тогоа од 1958. до 1961. године. Водио је прозападну политику, једном чак отпутовавши у Вашингтон на сусрет са председником САД-а Џоном Кенедијем.
Од 1961. до 1963. године био је председник Тогоа. Створио је једностраначку државу, а он сам постао је диктатор и прогонио опозицију при чему су почињена убиства, затварања или прогони противника у суседне државе Бенин и Гану. С већином суседних држава имао је добре односе, осим са Ганом и њезиним вођом Кваме Нкрумом.
Дана 13. јануара 1963. године, свргнут је у државном удару и после тога убијен. Наводно је при томе отац садашњег председника Тогоа испалио хице који су га убили. Његов син је најистакнутији вођа опозиције у земљи.